# 柴田勝太郎

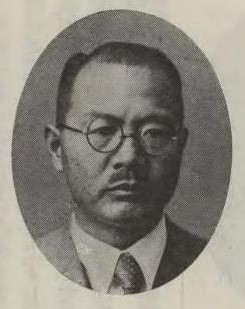
柴田勝太郎

柴田 勝太郎（しばた かつたろう、1889年（明治22年）2月3日 - 1975年（昭和50年）11月10日）は、日本の化学技術者、実業家。東洋高圧工業（現三井化学）社長や、有機合成化学協会会長、安全工学協会会長等を歴任した。

## 人物・経歴
兵庫県朝来市山東町大月生まれ。東京高等工業学校（現東京工業大学）電気化学科を経て、1915年東北帝国大学理科大学化学科卒業。同年日本製鋼所に入社するが、室蘭町の寒さで神経痛にかかり、8カ月で退社した。1916年9月の新学期より母校東京高等工業学校電気化学科助教授を務め、アンモニア合成の研究に従事し、1918年に農商務省臨時窒素研究所が設立されると、同研究所のアンモニア合成研究の主任研究員に就任。尿素肥料製造法の開発を行い、1945年からは東洋高圧工業社長を務め、日本初の試みとなった肥料用尿素の本格的合成にあたった。1955年有機合成化学協会会長。1961年安全工学協会会長。